# Für Elise
Für Elise (njem.  "Za Elizu") vrlo je poznata klavirska dionica Ludwiga van Beethovena, pravog imena "Bagatelle No. 25 ", vjerojatno napisana 1810.
Niti Beethovenovi učenici niti današnji znanstvenici nemaju siguran odgovor tko je bila "Elise". Jedna popularna teorija tvrdi da je to bila Therese Malfatti von Rohrenbach zu Dezza (1792. – 1851.), koja je bila kćerka bečkog trgovca Jacoba Malfattia von Rohrenbacha (1769–1829). Beethoven je zaprosio Therese 1810., ali ga je ona odbila i kasnije se udala za austrijskog političara Wilhelma von Droßdika (1771. – 1859). 
Kada je dionica objavljena prvi put 1859. godine, listovi s notama bili su poprilično izlizani. To zajedno u kombinaciji s Beethovenovim nemarnim rukopisom vjerojatno je dovelo do pogrešnog tumačenja naslova.